# Dominic Marleau
Dominic Marleau (Kanada, Québec, LaSalle, 1977. február 11. –) kanadai jégkorongozó.

## Karrier
Komolyabb junior karrierjét a QMJHL-es Victoriaville Tigresben kezdte 1993–1994-ben. A következő szezont is itt töltötte. Az 1995–1996-os idényben már csak hat mérkőzést játszott Victoriaville Tigresben mert átkerült a QMJHL-es Laval Titan College Français, ahol 27 mérkőzést játszott majd még ebben az idényben tovább ment a szintén QMJHL-es Beauport Harfangsba. Az 1996–1997-es szezont is a Beauport Harfangsban játszotta le. Utolsó QMJHL-es idényében a Chicoutimi Saguenéensben szerepelt. Az 1995-ös NHL-drafton a Dallas Stars választotta ki a hatodik kör 141. helyén. Nem játszott felnőtt ligákban.